# 5. avgust
5. avgust je 217. dan leta (218. v prestopnih letih) v gregorijanskem koledarju. Ostaja še 148 dni.

## Dogodki
- 642 – bitka pri Maserfieldu, Penda iz Mercie premaga Osvalda iz Bernicie
- 1100 – Henrik I. okronan za angleškega kralja
- 1583 – Humphrey Gilbert ustanovi kolonijo na Novi Fundlandiji, ki se danes imenuje St. John's
- 1689 – 1.500 Irokezov napade vas Lachine v Novi Franciji
- 1716 – avstrijska vojska pri Petrovaradinu premaga turško
- 1763 – britanska vojska pri Bushy Runu premaga Indijance plemena Ottawa pod vodstvom Pontiaca
- 1772 – začne se prva delitev Poljske
- 1858 – položen prvi delujoč telegrafski kabel pod Atlantikom, ki deluje manj kot en mesec
- 1860 – Karel IV. Norveški je v Trondheimu okronan za švedsko-norveškega kralja
- 1914 – v Clevelandu je nameščen prvi električni semafor
- 1941 – ustanovljen Cankarjev bataljon na Pogrošarjevi plani nad Vodiško planino
- 1943 – britanska vojska zavzame Catanio
- 1944 – poljski uporniki iz nemškega delovnega taborišča v Varšavi osvobodijo 348 judovskih jetnikov
- 1949 – potres v Ekvadorju uniči več kot 50 mest in zahteva 6.000 smrtnih žrtev
- 1960 – Zgornja Volta (poznejša Burkina Faso) postane samostojna država
- 1963 – ZDA, Združeno kraljestvo in Sovjetska zveza podpišejo sporazum o prepovedi jedrskih poskusov
- 1969 – Mariner 7 se približa Marsu
- 1981 – Ronald Reagan odpusti 11.359 stavkajočih kontrolorjev letenja, ki ne ubogajo poziva k vrnitvi na delo
- 2007 – v Sloveniji stopi v veljavo protikadilski zakon

## Rojstva
- 1198 – Ferdinand III., kastiljski kralj († 1252)
- 1262 – Ladislav IV., ogrski in hrvaški kralj (†  1290)
- 1301 – Edmund Woodstock, 1. grof Kenta, vojskovodja, diplomat († 1330)
- 1461 – Aleksander I. Poljski, poljski kralj in litovski veliki knez († 1506)
- 1716 – Silahdar Damat Ali Paša, veliki vezir  (*  1667)
- 1737 – Antonio Franconi, francoski impresarij italijanskega rodu († 1836)
- 1802 – Niels Henrik Abel, norveški matematik († 1829)
- 1811 – Ambroise Thomas, francoski skladatelj († 1896)
- 1827 – Manuel Deodoro da Fonseca, brazilski predsednik († 1892)
- 1828 – Ludovika Nizozemska, švedska kraljica († 1871)
- 1844 – Ilja Jefimovič Repin, ruski slikar, kipar († 1930)
- 1850 – Guy de Maupassant, francoski pisatelj († 1893)
- 1862 – Joseph Carey Merrick - »človek slon«, angleški deformiranec († 1890)
- 1877 – Thomas John Thomson, kanadski slikar († 1917)
- 1889 – Conrad Potter Aiken, ameriški pesnik († 1973)
- 1890 – Erich Kleiber, avstrijski dirigent († 1956)
- 1898 – Piero Sraffa, italijanski ekonomist († 1983)
- 1905 – Artem Mikojan, armenski letalski konstruktor († 1970)
- 1906 – John Marcellus Huston, ameriški filmski režiser († 1987)
- 1908 –
  - Harold Edward Holt, avstralski predsednik vlade († 1967)
  - Franc Kolenc, slovenski prekmurski pisatelj, novinar, rimokatoliški duhovnik († 1985)
- 1930 – Neil Armstrong, ameriški astronavt († 2012)
- 1940 – Tone Partljič, slovenski pisatelj, dramatik, politik
- 1946 – Jimmy Webb, ameriški skladatelj
- 1950 – Rosi Mittermaier, nemška alpska smučarka
- 1959 – Barry J. Ethridge, ameriški inženir, izumitelj
- 1962 – Patrick Ewing, ameriški košarkar jamajškega rodu
- 1968 – 
  - Marine Le Pen, francoska političarka
  - Colin McRae, škotski rally voznik († 2007)
- 1981 – Erik Guay, kanadski alpski smučar
- 1984 – Uroš Kuzman, slovenski komik, glasbenik, matematik in fizik
- 1986 – Kathrin Zettel, avstrijska alpska smučarka

## Smrti
- 882 – Ludvik III. Francoski  (* okoli 864)
- 1063 – Gruffydd ap Llywelyn, valižanski kralj Gwynedda in Powysa, kralj vsega Walesa (* 1007)
- 1157 – Dirk VI., holandski grof (* 1114)
- 1191 – Rudolf Zähringenški, škof Lütticha, križar (* 1135)
- 1337 – Lovrenc iz Brunneja, krški škof
- 1364 – cesar Kogon, japonski proticesar (* 1313)
- 1579 – Stanisław Hozjusz - Stanislaus Hosius, poljski kardinal (* 1504)
- 1831 – Sébastien Érard, francoski izdelovalec klavirjev in harf (* 1752)
- 1868 – Jacques Boucher de Crèvecœur de Perthes, francoski arheolog, pisatelj (* 1788)
- 1872 – Charles-Eugène Delaunay, francoski astronom, matematik (* 1816)
- 1880 – Ferdinand Ritter von Hebra, avstrijski zdravnik (* 1816)
- 1895 – Friedrich Engels, nemški politik, ekonomist, filozof, vojaški zgodovinar (* 1820)
- 1897 – Albert Marth, nemški astronom (* 1828)
- 1905 – Anton Ažbe, slovenski slikar (* 1862)
- 1923 – Vatroslav Jagić, hrvaški jezikoslovec (* 1838)
- 1929 – Millicent Garrett-Fawcett, angleška feministka (* 1847)
- 1946 – Werner Kolhörster, nemški fizik (* 1887)
- 1957 – Heinrich Otto Wieland, nemški kemik, nobelovec 1927 (* 1877)
- 1960 – Arthur Meighen, kanadski predsednik vlade (* 1874)
- 1962 – Marilyn Monroe, ameriška filmska igralka (* 1926)
- 1973 – Mihail Agejev, ruski pisatelj (*1898)
- 1978 – Victor Hasselblad, švedski izumitelj (* 1906)
- 1983 – Karl Kovač, evangeličanski duhovnik, senior (* 1900)
- 1984 – Richard Burton, valižanski filmski igralec (* 1925)
- 1991 – Soičiro Honda, japonski industrialec (* 1906)
- 2000 – sir Alec Guinness, angleški filmski igralec (* 1914)

## Prazniki in obredi
- Burkina Faso – dan neodvisnosti
- Hrvaška – dan zmage in zahvalni dan